# Кинопоиск
«Кинопо́иск» — русскоязычный интернет-сервис с условно свободно редактируемой базой данных и интернет-издание о кинематографе. С 2018 года — онлайн-кинотеатр. С 2020 года совместно с «Плюс Студией», продюсерским центром «Яндекса», производит и распространяет оригинальные фильмы и сериалы.
Сайт открыт в 2003 году. Владельцем проекта до октября 2013 года являлась компания ООО «Кинопоиск», которой принадлежало 60 % акций проекта, 40 % акций принадлежало её совладельцу — французской компании AlloCiné. 15 октября 2013 года сервис приобрела компания «Яндекс».
Как и на киносайте Internet Movie Database,  редактировать информацию в базе данных «Кинопоиска» может любой зарегистрированный пользователь и каждая внесённая правка проходит премодерацию. Для зарегистрированных пользователей существует опция добавления («Добавить инфо») и уточнения («Нашли ошибку?») информации, касающейся фильмов и сериалов, в том числе новых, а также о персонах, их участии в фильмах, фактах биографии, семье и прочем.

## Сервисы
«Кинопоиск» предоставляет информацию о кинофильмах, телесериалах, в том числе кадры, трейлеры, постеры, обои, а также данные о персонах, связанных с кино- и телепроизводством: актёрах, режиссёрах, продюсерах, сценаристах, операторах, композиторах, художниках и монтажёрах. Посетители могут ставить оценки фильмам и сериалам, добавлять их в ожидаемые, писать рецензии, покупать билеты в кинотеатры на сайте с компьютера или мобильных устройств. Имеется онлайн-кинотеатр с фильмами и сериалами по подписке «Яндекс. Плюс» или за отдельную плату. Приложение «Кинопоиск» можно устанавливать на Android и iOS, Apple TV, Smart TV (LG, Samsung и телевизоры на базе Android TV), игровые консоли PlayStation 4 и PlayStation 5.
Как и на IMDb, редактировать информацию в базе данных «Кинопоиска» может любой зарегистрированный пользователь и каждое изменение подвергается премодерации.
Важной составляющей сервиса являются новости, репортажи и статьи от редакторов «Кинопоиска».

## История сайта
Сайт был создан 7 ноября 2003 года, его основатели — Виталий Таций и Дмитрий Суханов. Владельцем проекта являлась компания ООО «Кинопоиск», которой принадлежало 60 % акций проекта, 40 % акций принадлежало её совладельцу — французской компании ООО AlloCiné. 15 октября 2013 года сервис купила компания «Яндекс» (размер сделки — $80 млн, около 2,6 млрд рублей на то время). Основателей проекта Виталия Тация и Дмитрия Суханова пригласили консультантами для разработки новой версии сайта, но в итоге показали только финальную версию нового сайта 25 сентября через пиар-менеджера компании.
В апреле 2016 года руководителем «Кинопоиска» стал Александр Кочубей.
С октября 2016 года по ноябрь 2021 года главным редактором портала была Елизавета Сурганова. После этого должность главного редактора была упразднена.
С 20 по 23 октября 2016 года «Кинопоиск» проводил форум Kinopoisk Film Market в кинотеатре «Октябрь», на котором проходили зрительские показы российских и зарубежных картин, VR-проектов, а также серии питчингов и деловых встреч представителей киноиндустрии.
В январе 2017 года «Кинопоиск» выпустил исследование российского кино в 2001—2015 годах.
В апреле 2017 года пользователи «Кинопоиска» принимали участие в шоу ТВ-3 «Быть или не быть», а также голосовали за пилоты новых сериалов, выбирая какой из них будет запущен в производство.
В январе 2018 года «Яндекс» добавил возможность бесплатного просмотра фильмов на сервисе «Кинопоиск».
В марте 2018 года руководителем продукта «Кинопоиска» стал Александр Дунаевский.
В ноябре 2018 года в честь 15-летия портала среди пользователей было проведено голосование за лучшие российские фильмы, сериалы и за лучших актёров. Лучшим отечественным фильмом был назван фильм Юрия Быкова «Дурак»[значимость факта?].
В 2018 году на сайте «Кинопоиск» впервые состоялась трансляция церемонии «Оскар». В 2019 году «Кинопоиск» приобрел у компании Disney эксклюзивные права на показ премии в России в прямом эфире.
В апреле 2021 года на «Кинопоиске» появились кураторы контента, которые стали предлагать, как расширить каталог сервиса и линейки оригинальных проектов «Кинопоиск HD». В число первых кураторов вошли Александр Роднянский (авторское кино), Тимур Бекмамбетов (фантастика и фэнтези) и Сыендук (взрослая анимация).
С мая 2021 года шеф-редактором портала является Филипп Миронов.
7 ноября 2022 года бывший главный редактор DTF Вадим Елистратов был назначен главным редактором «Кинопоиска». В октябре 2023 года он покинул эту должность.

### Редизайн сайта «Яндексом»
8 октября 2015 года «Яндекс» осуществил полный редизайн «Кинопоиска» в стиле сервисов «Яндекса», добавив агрегатор онлайн-кинотеатров с возможностью просмотра платных и бесплатных фильмов, доступных через партнёров сайта (ivi.ru, ВГТРК, TVzavr, Megogo, «СТС Медиа», Rutube и другие). Полностью платный контент предоставили онлайн-кинотеатры «Аййо» и «Амедиатека». Подобное нововведение позволило «Яндексу» создать новую модель монетизации на сайте и получать вознаграждение за каждый просмотр видео на сайте, а также процент от оплаченной подписки или покупки контента. В обновлённом интерфейсе сайта персональные папки в профилях пользователей, в которых можно было сохранять ссылки на фильмы и сериалы, были заменены «Коллекциями». Был добавлен новый раздел «Моё кино», позволяющий добавлять фильмы в закладки и группировать их по жанрам и целому ряду других категорий. Также был изменён алгоритм рекомендаций фильмов к просмотру, основанный на технологии «Диско» от «Яндекса» и собственных разработках сервиса. После обновления сайта аккаунт «Кинопоиска» автоматически связывался с учётной записью «Яндекса». Поэтому все пользователи ресурса, имевшие профиль только на этом сайте, были вынуждены совершить регистрацию и в сервисе «Яндекс. Паспорт». При входе на сайт зарегистрированным пользователям предлагали пройти процесс связывания профилей. В противном случае доступ пользователя к «Кинопоиску» ограничивался. Из-за подобной привязки профилей на открытых персональных страницах пользователей сайта стали выводиться имена аккаунтов «Яндекса», а также имена пользователей, указанные в «паспортах» Яндекса. В связи с наибольшим акцентом на интеграцию с онлайн-кинотеатрами редакционный контент в обновлённой версии сайта перешёл на второй план. Например, блок «Новости кино» находился в подвале сайта и содержал ссылки на посты на странице «Кинопоиска» в социальной сети «ВКонтакте». Был изменён алгоритм расчёта рейтинга фильмов, новый алгоритм стал предпочитать фильмы, которые можно показать в платном доступе.
Новый формат и дизайн сайта был воспринят пользователями крайне отрицательно. За сутки интернет-петиция о возвращении старого формата сайта на сайте Change.org собрала 30 000 подписей. Создатель проекта Виталий Таций назвал редизайн провалом и уничтожением сайта, а сооснователь проекта Дмитрий Суханов назвал происходящее с проектом его «похоронами». Большое количество жалоб пользователей было на исчезновение почти всех функций сервиса. В связи с появившейся после редизайна привязки профилей «Кинопоиска» к аккаунтам на «Яндексе» некоторые пользователи не смогли получить доступ к своим персональным страницам на сайте.
После негативных и критических отзывов пользователей, представители «Яндекса» пообещали вернуть старый вариант дизайна сайта на другом домене и поддерживать его до тех пор, пока новая версия не будет окончательно доработана. 12 октября 2015 года сайту по основному домену был временно (пока не закончится бета-тестирование новой версии сайта) возвращён прежний дизайн, а новая версия сайта, находившаяся на стадии открытого бета-тестирования, стала доступна по временному адресу. На следующий день руководитель портала «Кинопоиск» Ольга Мансурова покинула пост по собственному желанию из-за неудачного перезапуска сайта. По мнению кинокритика Марии Кувшиновой, капитуляция менеджмента «Яндекса» перед возмущением пользователей — важный пример того, как общество может контролировать работу корпораций. Ещё через два дня из «Яндекса» были уволены 10 сотрудников, отвечавших за работу «КиноПоиска» после покупки его «Яндексом». Официальная причина — разглашение сведений, содержащих коммерческую тайну.
24 декабря 2015 года в блоге «Кинопоиска» появились данные о планах «Яндекса» развивать одновременно две версии сайта в дополняющем друг друга режиме, оставив на основном домене «энциклопедическую» часть проекта. Новый «Кинопоиск» («Кинопоиск+») был доступен на домене http://plus.kinopoisk.ru/ Архивная копия от 2 июля 2016 на Wayback Machine.
Начиная с мая 2017 года доступ на сайт для жителей Украины был закрыт в связи с запретом доступа граждан к его владельцу — «Яндексу» по указу от 17 мая о ряде российских сайтов в этой стране.
С ноября 2019 года на сайте «Кинопоиска» снова стал проводиться редизайн, который стал проходить постепенно, с учётом отзывов пользователей.
3 ноября 2021 года сервис объявил о редизайне и изменении логотипа, а также дизайна сайта и приложения. Помимо этого, «Кинопоиск HD» перестал быть отдельным брендом. Новый стиль создавала дизайн-команда медиасервисов «Яндекса» совместно с несколькими агентствами (DixonBaxi, Depot, Contrast Foundry и Tuman Studio).

## Онлайн-кинотеатр
В апреле 2018 года «Кинопоиск» выпустил приложение для телевизоров Samsung с функцией Smart TV, которое позволяет просматривать фильмы на условиях аренды или покупки. В мае 2018 года на сайте «Кинопоиск» появилась возможность платного просмотра премьерных фильмов, сериалов, мультфильмов. В июле 2018 года просмотр фильмов на «Кинопоиске» стал доступен по подписке «Яндекс. Плюс».
В ноябре 2018 года «Кинопоиск» и онлайн-кинотеатр Amediateka запустили совместную подписку, в которую входит доступ к сериалам на Amediateka, к платному контенту «Кинопоиска», плюс доступ к сервисам «Яндекс. Плюс» — подписка на «Яндекс. Музыку», скидки на «Яндекс.Такси» и другие. Стоимость подписки — 649 руб. в месяц. В то же время онлайн-кинотеатр «Кинопоиск» доступен в рамках подписки на Яндекс. Плюс. В 2018 году в онлайн-кинотеатре «Кинопоиска» были эксклюзивно доступны такие сериалы, как «Касл-Рок», «Открытие ведьм», «Манифест», «Великолепные Медичи», «Наследие», «Чудо: Слёзы Мадонны».
В 2019 году онлайн-кинотеатр сервиса получил название «Кинопоиск HD». В 2019 список контента пополнился сериалами «Синяя Книга», «Я — ночь» и «Чудотворцы».
В 2020 году на сайте стали доступны эксклюзивные сериалы «Первые ласточки» и «Мисс Скарлет и Герцог».
18 марта 2021 года на сервисе эксклюзивно в России вышел фильм «Лига справедливости Зака Снайдера». Лента за первый день после премьеры собрала 400 тысяч зрителей.
3 ноября 2021 года «Кинопоиск» отказался от бренда «Кинопоиск HD» для своего онлайн-кинотеатра.
22 ноября 2021 года на сервисе вышли озвучки мультсериала «Рик и Морти» на казахском языке. В ноябре 2022 года на сервисе появились казахские аудиодорожки у ряда фильмов и мультфильмов компании «Walt Disney». В марте 2023 года на сервисе активно начали появляться казахские аудиодорожки и субтитры у некоторых фильмов и сериалов. Все проекты указаны в отдельной подборке «Впервые на казахском». На данный момент на сервисе доступно более 40 фильмов и сериалов с казахскими аудиодорожками. Все были сделаны по заказу самого «Кинопоиска».
В июне 2023 года на сервисе также начали появляться аудиодорожки на узбекском и субтитры на азербайджанском. На данный момент на сервисе есть несколько фильмов с аудиодорожками на узбекском и более 10 фильмов с субтитрами на азербайджанском.
15 августа 2023 года Замоскворецкий суд Москвы оштрафовал «Кинопоиск» на один миллион рублей за показ ряда фильмов с ЛГБТ-сценами без возрастной маркировки 18+.

### Оригинальные проекты
Онлайн-кинотеатр начал поставлять сериалы собственного производства, первыми из которых стали «Последний министр», «Проект „Анна Николаевна“», «Беезумие» и «Водоворот». В январе 2021 года на сервисе начался показ сериала «Топи» по сценарию Дмитрия Глуховского.
| Название                       | Даты выхода                                         | Количество эпизодов        | Статус                                 |
| ------------------------------ | --------------------------------------------------- | -------------------------- | -------------------------------------- |
| Последний министр              | 26 марта 2020 — настоящее время                     | 30+1 (специальный эпизод)  | закончен показ 14 серий второго сезона |
| Проект «Анна Николаевна»       | 26 марта 2020 — настоящее время                     | 16+1 (специальный эпизод)  | закончен показ второго сезона          |
| Беезумие                       | 22 апреля — 17 июня 2020                            | 8                          | закончен                               |
| Фея                            | 30 апреля 2020                                      | фильм                      | -                                      |
| Водоворот                      | 27 июня — 7 августа 2020                            | 8                          | закончен                               |
| Просто представь, что мы знаем | 24 сентября 2020 — настоящее время                  | 4                          | закончен                               |
| Беспринципные                  | 15 октября 2020 — настоящее время                   | 32                         | закончен показ четвёртого сезона       |
| Мажор. Фильм                   | 2 января 2021                                       | фильм                      | —                                      |
| Настя, соберись!               | 3 — 10 января 2021                                  | 10                         | закончен                               |
| Авантюристы                    | 14 января — 18 февраля 2021                         | 7                          | закончен                               |
| Топи                           | 28 января — 25 февраля 2021                         | 7                          | закончен                               |
| Я не шучу                      | 4 марта — 24 марта 2021                             | 8                          | закончен                               |
| Майор Гром: Чумной доктор      | 5 мая 2021                                          | фильм                      | —                                      |
| Пищеблок                       | 19 мая 2021 — настоящее время                       | 16                         | закончен показ второго сезона          |
| Хочу всё знать                 | 1 июня 2021 — 16 февраля 2023                       | 110                        | закончен                               |
| Зелёный мэр                    | 20 августа — 10 сентября 2021                       | 8                          | закончен                               |
| Пропавшая                      | 9 — 11 сентября 2021                                | 4                          | закончен                               |
| Старые шишки                   | 31 декабря 2021                                     | фильм                      | —                                      |
| Этерна: Часть первая           | 20 января 2022                                      | фильм                      | —                                      |
| Орёл и решка. Кино             | 14 февраля 2022                                     | фильм                      | —                                      |
| Нулевой пациент                | 19 мая — 23 июня 2022                               | 7+1 (специальный эпизод)   | закончен                               |
| Конец света                    | 27 октября — 8 декабря 2022                         | 8                          | закончен                               |
| Монастырь                      | 19 ноября 2022 — настоящее время                    | 6                          | закончен показ первого сезона          |
| Мажор в Сочи                   | 22 декабря 2022                                     | фильм                      | —                                      |
| Гром: Трудное детство          | 1 января 2023                                       | фильм                      | —                                      |
| Фандорин. Азазель              | 19 января — 23 февраля 2023                         | 6                          | закончен                               |
| Король и Шут                   | 2 марта — 13 апреля 2023; 7 августа 2023            | 8+1 (специальный эпизод)   | закончен                               |
| Кибердеревня                   | 23 сентября 2023 — настоящее время; 23 декабря 2023 | 10 + 1 (новогодний эпизод) | закончен показ первого сезона          |
| Объяснялкины                   | 19 октября 2023 — 12 декабря 2024                   | 9                          | закончен                               |
| Цикады                         | 26 октября — 14 декабря 2023                        | 8                          | закончен                               |
| Триггер. Фильм                 | 21 декабря 2023                                     | фильм                      | —                                      |
| Как друзья Захара женили       | 1 января — 6 февраля 2024                           | 17                         | закончен                               |
| Иные                           | 25 января — 22 февраля 2024                         | 6                          | закончен                               |
| Внутри убийцы                  | 22 февраля — 21 марта 2024                          | 5                          | закончен                               |
| На автомате                    | 5 июня — 17 июля 2024                               | 8                          | закончен                               |
| Майор Гром: Игра               | 15 августа 2024                                     | фильм                      | —                                      |
| Игры                           | 3 августа — 14 сентября 2024                        | 8                          | закончен                               |
| Преступление и наказание       | 2 — 30 ноября 2024                                  | 10                         | закончен                               |
| Красная поляна                 | 28 декабря 2024 — 25 января 2025                    | 10                         | закончен                               |
| Киберслав                      | 31 декабря 2024 — настоящее время                   | 8                          | закончен показ первой серии            |
| Этерна                         | 5 июля 2025 — настоящее время                       | 6                          | готовится показ первого сезона         |
| Король и Шут. Навсегда         | 19 февраля 2026                                     | фильм                      | —                                      |
| Фурия                          | 2026                                                | 8                          | в производстве                         |
| Спойлер                        | 2026                                                | 10                         | в производстве                         |

## Критика
В декабре 2016 года в ходе журналистского расследования, проведённого изданием Life, было выяснено, что рейтинги на сайте неоднократно подвергались накруткам в ту или иную сторону как прокатчиками фильмов, заказывающими поднятие рейтинга своего фильма или занижение рейтинга фильма-конкурента на так называемых «биржах контента», так и сетевыми сообществами, выявившими этот факт. В частности рассматривался пример заказа на бирже контента положительного рейтинга для фильма «Землетрясение» режиссёра Сарика Андреасяна и ответного накручивания этому фильму отрицательного рейтинга со стороны пользователей сайта «Пикабу», обнаруживших этот заказ.
Документальный фильм «Навальный» 2022 года не имеет рецензий на «Кинопоиске» — по сообщению издания «Новая газета. Европа», сайт отказывается публиковать их.

## Рейтинг

### Сайт
«Кинопоиск» входит в топ-25 самых посещаемых площадок рунета, месячная аудитория сервиса составляет более 20 миллионов человек.
Аудитория «Кинопоиска» — пользователи из разных социальных и возрастных групп. Это преимущественно жители крупных городов в возрасте от 25 до 34 лет, 54 % — мужчины. Согласно рейтингу компании «Alexa Internet» по состоянию на 7 мая 2019 года «Кинопоиск» занимает 248-е место в общем рейтинге популярности веб-сайтов и 15-е место в России. По данным SimilarWeb, по состоянию на 7 мая 2019 года «Кинопоиск» занимает 443-е место в мире и 29-е в России по посещаемости, его сайт имеет 93 млн посещений в месяц. При этом среди сайтов, посвящённых фильмам, он занимает по этому показателю 3-е место в мире, уступая порталу IMDb и китайскому сайту Douban.

### Онлайн-кинотеатр
Доля в общей выручке среди онлайн-кинотеатров России за 2019 год составила 4 %. По подсчётам Telecom Daily, за 2020 года доля «Кинопоиска HD» на российском рынке онлайн-кинотеатров выросла с 3 % до 7,1 %.
В январе 2021 года «Кинопоиск HD» отчитался о рекордных 3 миллионах смотрящих (то есть те, кто посмотрели более двух минут фильма) подписчиков, хотя годом ранее таких было 1 миллион.
Согласно опросу, проведённому TelecomDaily, в начале 2021 года «Кинопоиск HD» занял второе место среди онлайн-кинотеатров в России по количеству пользователей. В июле 2021 года, согласно аналитике GfK, он вышел на первое место, обогнав ivi.ru.
На сайте имеется список 250 лучших фильмов, составленный на основе оценок пользователей. По состоянию на июнь 2023 года первые места среди художественных фильмов занимали «Зелёная миля», «Побег из Шоушенка» и «Форрест Гамп». По состоянию на июль 2024 года первые места среди художественных фильмов занимают «1+1», «Интерстеллар» и «Зелёная миля».